# الغواصة الألمانية يو-150 (1940)
غواصة يو-150  غواصة يو بوت ألمانية من غواصة الفئة الثانية دي بنيت لسلاح بحرية ألمانيا النازية كريغسمارينه، في أحواض دويتشه فيرك خلال الحرب العالمية الثانية.